# Objętość skokowa

Objętość (pojemność) skokowa cylindra – różnica pomiędzy maksymalną a minimalną objętością cylindra. Dla wielocylindrowych silników spalinowych podaje się łączną objętość wszystkich cylindrów, w których następuje spalanie. Jej wartość podawana jest w centymetrach sześciennych, czasem oznaczanych skrótem ccm od ang. cubic centimeter.
Inaczej mówiąc – jest to objętość utworzona w cylindrze pomiędzy górnym martwym położeniem tłoka (zewnętrznym górnym skrajnym położeniem) a jego dolnym martwym położeniem (wewnętrznym dolnym skrajnym położeniem).
Objętość (pojemność) skokową silnika – iloczyn objętości (pojemności) skokowej cylindra i liczba cylindrów „n”:
{\displaystyle V={\frac {\pi }{4}}\cdot {d^{2}}\cdot s\cdot n,}
gdzie:
{\displaystyle d} – średnica cylindra,
{\displaystyle s} – skok tłoka,
{\displaystyle n} – liczba cylindrów.
Uwaga: dla silników gwiazdowych i niektórych widlastych skok tłoka jest różny dla poszczególnych cylindrów i wzór ten jest przybliżony.
W silniku Wankla objętość skokowa cylindra jest równa podwojonej zmianie objętości komory spalania.
Objętość skokowa jest jednym z podstawowych parametrów silników spalinowych, przyjmującym zawsze wartości dodatnie. Na jej podstawie rozróżnia się klasy w sporcie (np. motocyklowym i motorowodnym) oraz modelarstwie.